# Camptomyia gigantea
Camptomyia gigantea är en tvåvingeart som beskrevs av Spungis 1989. Camptomyia gigantea ingår i släktet Camptomyia och familjen gallmyggor.
Artens utbredningsområde är Lettland. Arten är reproducerande i Sverige. Inga underarter finns listade i Catalogue of Life.